# Suzanne Allday
Suzanne Allday, z domu Farmer, później Goodison (ur. 26 listopada 1934 w Shoreham-by-Sea, zm. 26 lipca 2017 w Chichesterze) – brytyjska lekkoatletka, specjalistka rzutu dyskiem i pchnięcia kulą, trzykrotna olimpijka, czterokrotna medalistka  igrzysk Imperium Brytyjskiego i Wspólnoty Brytyjskiej, na których reprezentowała Anglię.
W wieku 17 lat zajęła 15. miejsce w rzucie dyskiem na igrzyskach olimpijskich w 1952 w Helsinkach. Zdobyła srebrny medal w tej konkurencji (za Yvette Williams z Nowej Zelandii) na igrzyskach Imperium Brytyjskiego i Wspólnoty Brytyjskiej w 1954 w Vancouver, gdzie również zajęła 6. miejsca w pchnięciu kulą i rzucie oszczepem. Na igrzyskach olimpijskich w 1956 w Melbourne zajęła 15. miejsce w pchnięciu kulą i odpadła w kwalifikacjach rzutu dyskiem.
Zwyciężyła w rzucie dyskiem i zdobyła srebrny medal w pchnięciu kulą (za Valerie Young z Nowej Zelandii) na igrzyskach Imperium Brytyjskiego i Wspólnoty Brytyjskiej w 1958 w Cardiff. Na mistrzostwach Europy w 1958 w Sztokholmie zajęła 5. miejsce w pchnięciu kulą i 10. miejsce w rzucie dyskiem. Odpadła w kwalifikacjach obu tych konkurencji na igrzyskach olimpijskich w 1960 w Rzymie.
Zajęła 10 miejsce w pchnięciu kulą i odpadła w kwalifikacjach rzutu dyskiem na mistrzostwach Europy w 1962 w Belgradzie. Na igrzyskach Imperium Brytyjskiego i Wspólnoty Brytyjskiej w 1962 w Perth zdobyła brązowy medal w pchnięciu kulą i zajęła 4. miejsce w rzucie dyskiem.
Była mistrzynią Wielkiej Brytanii (AAA) w pchnięciu kulą w latach 1954, 1956 i 1958–1962, wicemistrzynią w tej konkurencji w 1953 i 1963 oraz brązową medalistką w 1951, 1952 i 1964. W rzucie dyskiem była złotą medalistką w latach 1952, 1953, 1956 i 1958–1961, srebrną medalistką w 1951, 1954, 1962 i 1963 oraz brązową medalistką w 1964. W hali była mistrzynią Wielkiej Brytanii (AAA) w pchnięciu kulą w 1962 i 1963 oraz wicemistrzynią w 1964.
Wielokrotnie poprawiała rekord Wielkiej Brytanii w pchnięciu kulą do wyniku 15,18 m (18 maja 1964 w Aldershot) i w rzucie dyskiem do wyniku 47,70 m (7 czerwca 1958 w Motspur Park).
Jej mężem był przez pewien czas Peter Allday, brytyjski lekkoatleta młociarz, olimpijczyk z 1952 i 1956.